# Dorfmuseum
Ein Dorfmuseum ist ein meist als Freilichtmuseum gestaltetes Heimatmuseum zur Geschichte des dörflichen Lebens.

## Liste von Dorfmuseen (Auswahl)

### Deutschland
- Archedorf Kleinwendern, Kleinwendern, Landkreis Wunsiedel, Oberfranken[1]
- Dorfmuseum Bistensee, Ahrensburg, Kreis Stormarn, Schleswig-Holstein
- Niederlausitzer Sorbisches Dorfmuseum Blumberg, Brandenburg
- Slawendorf Brandenburg an der Havel, Brandenburg
- Dorfmuseum Dachwig, Thüringen
- Dorfmuseum Essingen, Baden-Württemberg
- Henstedter Dorfmuseum, in Syke-Henstedt, Landkreis Diepholz, Niedersachsen
- Dorfmuseum Kleinwendern, Bayern
- Dorfmuseum Niederbreitbach, Rheinland-Pfalz
- Lebendiges Museum Odershausen, Hessen
- Dorfmuseum Schönwalde am Bungsberg, Schleswig-Holstein
- Dorfmuseum Sennfeld, Baden-Württemberg
- Stormarnsches Dorfmuseum, Hoisdorf, Kreis Stormarn
- Dorfmuseum Venner Mühle, Ostercappeln-Venne, Landkreis Osnabrück, Niedersachsen
- Wixhäuser Dorfmuseum, Darmstadt-Wixhausen, Hessen
- Geschichtenhof Wyhra, Borna, Ortsteil Neukirchen-Wyhra, Sachsen
- Dorfmuseum Zeißholz, Sachsen

### Weltweit
- Dorfmuseum Kálvalíð, Färöer
- Dorfmuseum von Kurgja, Vändra vald, Landkreis Pärnumaa, Estland
- Dorfmuseum Gufidaun,  Südtirol
- Dorfmuseum Mönchhof, nördliches Burgenland, Österreich
- Dorfmuseum Roiten, Rappottenstein, Niederösterreich
- Muzeul Satului, Bukarest, Rumänien
- Banater Dorfmuseum, Timișoara, Rumänien
- Ethnodorf, Serbien